# Botaurins
Els botaurins (Botaurinae) són una subfamília d'aus pelecaniformes pertanyent a la família dels ardèids. Els seus membres més coneguts als Països Catalans són el martinet menut comú i el bitó comú. L'etimilogia de Botaurinae es remet al nom que donà Plini el Vell al bitó: Botor, derivat de Bos ('bou') i taurus ('toro'), donat que aquest ocell emet crits en forma de brams que recorden els dels ungulats.
Les espècies d'aquesta subfamília solen ser més petites que els agrons i martinets típics, pertanyents a la sub-família Ardeinae, solen tenir els colls més curts i plomatges críptics de tons marronosos. Els bitons i martinets menuts són aus discretes i sigiloses que viuen entre els canyissars i joncs on s'alimenten d'amfibis, rèptils, insectes i peixos.

## Gèneres
La subfamília es componia tradicionalmernt de tres gèneres:
- Gènere Ixobrychus (9 espècies);
- Gènere Botaurus (4 espècies);
- Gènere Zebrilus (1 espècie)

Però un estudi filogenètic molecular de la família dels ardèids publicat el 2023 va trobar que Ixobrychus era parafilètic i per crear gèneres monofilètics, Ixobrychus es va fusionar amb el gènere Botaurus